# Bezi
Bezi (németül: Wesing) község Győr-Moson-Sopron vármegyében, a Győri járásban.

## Fekvése
Magyarország északnyugati részén helyezkedik el, Enesétől 5 kilométerre északnyugatra, Győrtől pedig mintegy 20 kilométer távolságra nyugatra. Természetföldrajzi szempontból a Tóköznek a Hanság felé eső peremvidékén fekszik.

### Megközelítése
A település két legfontosabb közúti megközelítési útvonala a Győrt Sopronnal összekötő 85-ös főút és a vele párhuzamos M85-ös autóút: előbbi a déli határszéle mellett húzódik, utóbbi pedig át is szeli a falu külterületeit, sőt csomópontja is van ott (Lébény–Bezi–Enese–Tét-csomópont), a központjától mintegy 3,5-4 kilométerre délkeletre.
A település lakott területein viszont csak a 8417-es út halad végig, ezen érhető el a 85-ös (illetve a 83-as) főút felől, enesei (illetve téti) letéréssel, valamint Lébény felől is. Fehértóval a 85 104-es számú mellékút kapcsolja össze.
A falu egy napi átlagban két óránként közlekedő autóbuszjárattal is elérhető Győr, illetve Csorna felől.
Vasútvonal nem érinti, a legközelebbi vasúti csatlakozási lehetőség a Győr–Sopron-vasútvonal Enese vasútállomása, a névadó település központjában.

## Története és mai élete

### Nevének eredete
Bezi a nevét első megszállóiról, a besenyőkről kapta, amely a Bisseni, Bezi és Bessi elnevezésekből alakult ki a mai formájában.
Első írásos említése 1481-ben történt, amikor Bezy Lőrinc utód nélkül halt meg; ezután a község területét Ráthibozeni Trinka János és felesége, valamint Poky Antal és Mihály örökölték. Egy évszázad múlva, 1579-ben már Márffy László volt a legfőbb birtokos, aki bezáratta az evangélikusok iskoláját. Ezután a felekezeti ellentétek rendkívüli mértékben elmérgesedtek a faluban: az iskola bezárását követően 13 forint értékre becsülték fel az intézmény értékét. Ezt az ágostai egyháznak kellett volna adni, ők azonban nem fogadták el. Ezután a vármegyei közgyűlés a pénzt „jótékony célra való fordítás végett” a fehértói plébánosnak engedte át. Bezi következő birtokosa 1592-ben Poky Ambrus Győr vármegyei alispán volt, aki a gróf Cseszneky családdal és több közbirtokossal osztozkodott a település földterületén. A 17. század elején, méghozzá 1618-ban Pázmány Péter és Ferenc, majd 1650-ben Jagasits Péter alispán bírta a községet. Alig néhány évtized múlva, 1680 körül Bezerédj István pápai kapitány és özv. Komáromy Jánosné Festetics Mária egymás közt felosztották Bezit. A falu a török alóli felszabaduló háborút alaposan megsínylette, 1689-ben ugyanis a német katonaság porig rombolta. A 18. században a földesurak és a jobbágyság között is kiéleződtek az ellentétek: 1727-ben az akkor úrbéres jobbágyság aziránt tett panaszt a vármegyei közgyűlés előtt, hogy a földesurak az ő Eperjes nevű szabad pusztájukat elfoglalták. Az evangélikusok már ebben a században is használhattak harangot, ezt 1784-ben a továbbiakban is megengedték nekik. A lakosságszám közben növekedett; 1729-ben még 23 jobbágy és 21 zsellércsalád lakta Bezit, 1850-re már 222 katolikus, 435 evangélikus és 130 zsidó lakója volt. A század elején Bezi (ld. Magyarország vármegyéi és városai 1910-ben) körjegyzőségi székhelyként működött, ekkor egyébként az Enessey, a Zmeskál, a Gyapay, a Horváth család osztozott a falun, de Benyovszky Pál, Szabó Kálmán és Mihályi Gyula is birtokosok voltak. Mihályi Gyula 1846-ban a faluhoz tartozó Péterháza pusztán úri lakot építtetett.
Bezi a lélekszámát tekintve egyértelműen kisközségnek tekinthető. A lakosság tekintélyes részét a 60 év felettiek teszik ki. A zsúfolt, forgalmas főútvonalaktól való távolság és a csendes falu azonban vonzerőt jelenthet a turistáknak. A kis település infrastrukturális állapota viszonylag elfogadható volt, hiszen az 1980-as évek elején már kiépült a vízvezetékrendszer. A telefonhálózat 1986 óta folyamatosan bővül, a vezetékes gázhálózat kiépítése jelenleg is folyamatban van. Az iskola és óvoda a rendszerváltás óta kiépült, s korszerű konyhával is bővült. A falu 1990 után visszanyerte közigazgatási önállóságát, azonban jelenleg is a győrsövényházi körjegyzőséghez tartozik.

## Közélete

### Polgármesterei
- 1990–1994: Bősze Sándor (független)[3]
- 1994–1998: Bősze Sándor (független)[4]
- 1998–2002: Bősze Sándor (független)[5]
- 2002–2006: Kovács György (független)[6]
- 2006–2010: Bősze Kolozs Sándor (független)[7]
- 2010–2014: Bősze Kornél (független)[8]
- 2014–2015: Kovács György (független)[9]
- 2015–2019: Bősze Kornél (független)[10]
- 2019–2024: Czippán Gergely (független)[11]
- 2024– : Czippán Gergely (független)[1]

A településen 2015. március 29-én időközi polgármester-választást tartottak, mert a 2014 októberében megválasztott előző faluvezető az év utolsó napjával lemondott posztjáról.

## Népesség
A település népességének változása:
| Lakosok száma | 528  | 514  | 517  | 500  | 514  | 488  | 476  |
|               | 2013 | 2014 | 2015 | 2021 | 2022 | 2023 | 2024 |

A 2011-es népszámlálás során a lakosok 92,2%-a magyarnak, 0,4% cigánynak, 19,9% németnek, 0,4% románnak, 0,2% szlováknak, 1% ukránnak mondta magát (7,2% nem nyilatkozott; a kettős identitások miatt a végösszeg nagyobb lehet 100%-nál). A vallási megoszlás a következő volt: római katolikus 30,7%, református 2%, evangélikus 36,9%, görögkatolikus 0,6%, izraelita 0,2%, felekezeten kívüli 6,6% (22,1% nem nyilatkozott).
2022-ben a lakosság 92%-a vallotta magát magyarnak, 6,8% németnek, 0,8% cigánynak, 0,4% ukránnak, 0,2-0,2% görögnek, bolgárnak és szlováknak, 0,4% egyéb, nem hazai nemzetiségűnek (7,8% nem nyilatkozott; a kettős identitások miatt a végösszeg nagyobb lehet 100%-nál). Vallásuk szerint 26,1% volt római katolikus, 25,1% evangélikus, 4,1% református, 0,2% görög katolikus, 0,2% izraelita, 0,2% egyéb keresztény, 1,6% egyéb katolikus, 9,3% felekezeten kívüli (32,7% nem válaszolt).

## Látnivalók
- Római katolikus Nagyboldogasszony-templom (Szűz Mária mennybevétele, ünnepe: augusztus 15.). Téglából, klasszicista stílusban épült 1834-ben. Műemlék 1960 óta. Hossza 15 m, szélessége 7 m, toronymagassága 15 m. Restaurálták 1938-ban és 2014-ben. Bezi szülöttje, Kónyáné Kovács Ildikó, földrajz-történelem szakos tanári diplomával rendelkező, magas művészi fokon szobrokat, domborműveket készítő keramikus saját alkotását, a Jézus keresztútját ábrázoló 14+1 (a feltámadás) kerámia domborművet adományozott a templomnak 2000-ben. A templom külső és belső felújítását követően Pápai Lajos győri megyéspüspök szentelte újjá a templomot 2014. szeptember 28-án, a délután 4 órakor megkezdett szentmisén, a környező egyházközségek papsága és nagyszámú hívő jelenlétében.

Bezin megtalálható a prágai Kis Jézus szobrának hiteles másolata. A templom a végállomása a Mosonszentmiklósról induló augusztus 15-ei Nagyboldogasszony napi gyalogos zarándoklatnak.
- Evangélikus templom